# I Get Around (Tupac Shakur)
I Get Around è un singolo del rapper statunitense Tupac Shakur, il secondo estratto dall'album in studio Strictly 4 My N.I.G.G.A.Z..

## Tracce
- Lato A

1. I Get Around (LP Version) – 4:19
2. I Get Around (Vocal Version) – 6:07
3. Nothing but Love – 5:04

- Lato B

1. I Get Around (Remix) – 6:06
2. I Get Around (Remix Instrumental) – 6:04
3. I Get Around (Single Remix) – 3:36